# Габы (болото)
Габы — болото в Мядельском районе Беларуси, в водосборах Сервечи и Узлянки.

## Описание
Болото низинного (45 %), переходного (15,%) и верхового (40 %) типов. Площадь 13,9 тыс. га. Глубина торфа до 7,3 м, средняя 2,6 м, степень разложения от 32 % (верховой тип) до 39 % (переходный и низинный), зольность соответственно 4,5 и 10,2 %. Есть подстилочный торф и мергель (мощность до 4 м).

## Флора
Растёт лес из сосны, ели, берёзы. С 1952 осушено 7,6 тыс. га, в том числе 2,6 тыс. га открытой осушительной сетью, 5 тыс. га закрытым дренажем. На осушенных землях выращивают многолетние травы, зерновые и пропашные культуры. Добыча торфокрошки.